# 豊後高田市立香々地小学校
豊後高田市立香々地小学校（ぶんごたかだしりつ かかぢしょうがっこう）は、大分県豊後高田市香々地にある公立小学校。

## 概要
2012年三重小学校と香々地小学校が統合し、現在の香々地小学校が設立。
統合後は、遠い地域の生徒が通学に不便するためスクールバスを設置している。

## 沿革

### 香々地小学校
- 1875年（明治08年） - 佐古学校創設
- 1881年（明治14年） - 佐古分教場設置
- 1884年（明治17年） - 神田学校と改称
- 1886年（明治19年） - 佐古分教場は神田学校と分離。楽庭学校と合併
- 1887年（明治20年） - 神田学校を香々地簡易学校と改称
- 1892年（明治25年） - 三村組合立岬高等小学校設立。香々地簡易学校を香々地尋常小学校と改称
- 1893年（明治26年） - 岬高等小学校分教場設置
- 1908年（明治41年） - 三村組合立を解き香々地尋常高等小学校と改称
- 1941年（昭和16年） - 香々地町立香々地国民学校と改称
- 1947年（昭和22年） - 香々地町立香々地小学校と改称
- 2005年（平成17年） - 市町村合併により豊後高田市立香々地小学校と改称
- 2012年（平成24年） - 香々地小学校閉校式

### 三重小学校
- 1875年（明治08年） - 楽庭小学校創設。佐古小学校創設
- 1886年（明治19年） - 楽庭小学校と佐古小学校が合併
- 1887年（明治20年） - 三重小学校簡易校と改称
- 1892年（明治25年） - 三重村立三重尋常小学校と改称
- 1908年（明治41年） - 三重村立三重尋常高等小学校と改称
- 1941年（昭和16年） - 三重村立三重国民学校と改称
- 1947年（昭和22年） - 三重村立三重小学校と改称
- 1954年（昭和29年） - 香々地町立三重小学校と改称
- 2005年（平成17年） - 市町村合併により豊後高田市立三重小学校と改称
- 2012年（平成24年） - 三重小学校閉校式

### 統合後
- 2012年（平成24年） 香々地小学校開校

## 学区
- 旧香々地町の一部の地域

## 交通
- 徒歩及び、通学バス

## 関連事項
- 大分県小学校一覧